# Hazelight Studios

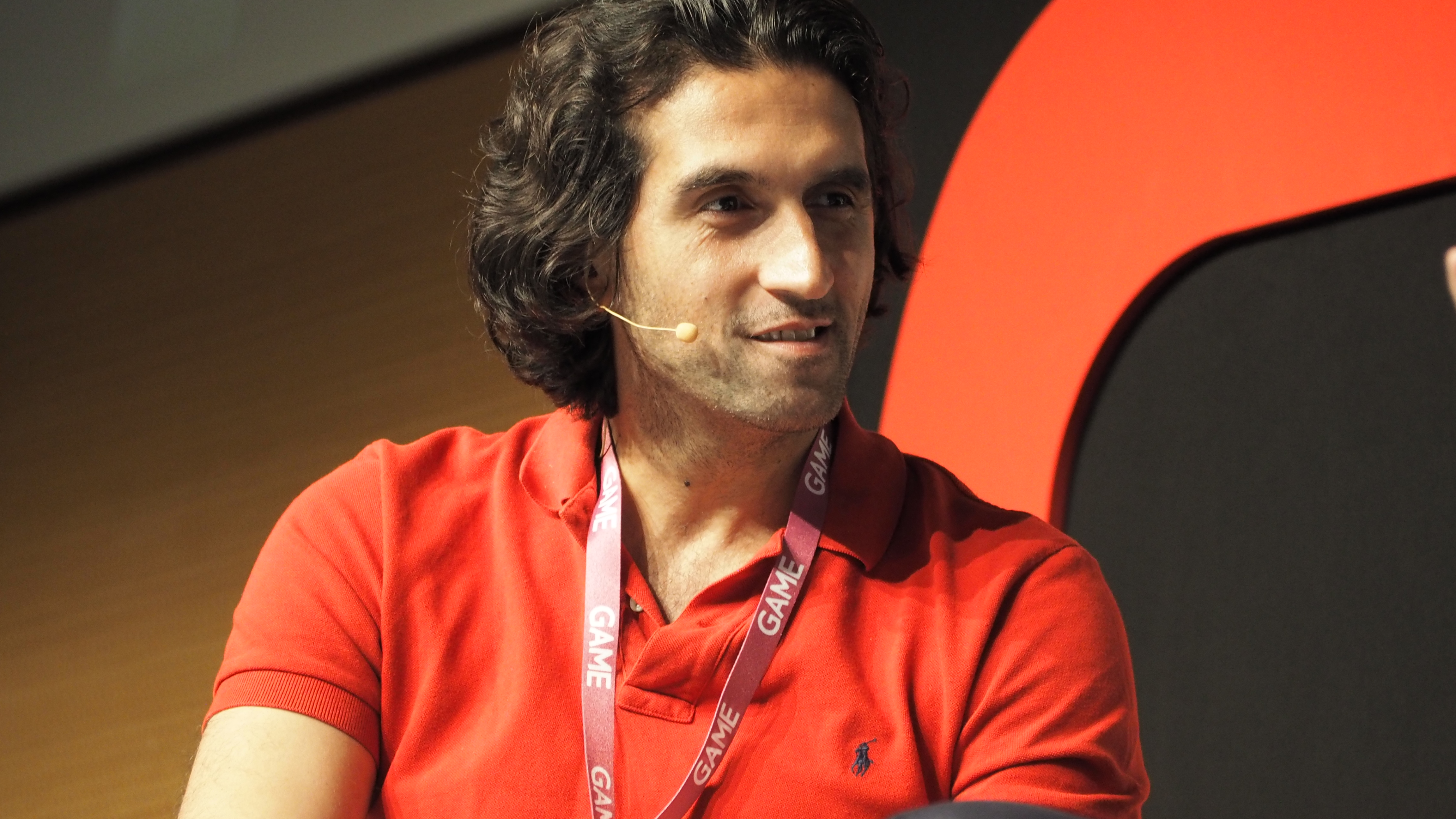
Josef Fares, grundare och kreativ chef för studion

Hazelight Studios är ett svenskt spelutvecklingsföretag i Stockholm, grundad 2014 av Josef Fares. Företaget är mest känt för att ha utvecklat de kooperativa multiplayer-spelen A Way Out, It Takes Two och Split Fiction.

## Historia
Studion grundades 2014 av filmregissören Josef Fares, efter att året före ha utvecklat sitt första spel, Brothers: A Tale of Two Sons, tillsammans med Starbreeze Studios. Efter framgångarna med Brothers bestämde sig Fares för att grunda ett nytt spelutvecklingsföretag i Stockholm, med fokus på att skapa eleganta och storyfokuserade spel. Han fick sällskap av Brothers kärnutvecklingsteam från Starbreeze, som inkluderade Claes Engdal, Emil Claeson, Anders Olsson och Filip Coulianos. Studion tillkännagavs vid The Game Awards 2014 av utgivaren Electronic Arts, som också avslöjade att de skulle publicera studions första titel. EA tillät Hazelight att dela utrymme på DICE så att de helt kunde fokusera på att skapa sitt spel.
Företagets första spel, A Way Out, tillkännagavs av EA på E3 2017. Det var en del av EA Originals, EA:s initiativ för att stödja oberoende spel. Programmet gjorde det möjligt för Hazelight att behålla full kreativ kontroll samtidigt som det fick det mesta av spelets vinst efter att utvecklingskostnaden hade tjänats in. EA gav studion en budget på 3,7 miljoner dollar. Spelet släpptes i mars 2018 och det fick generellt positiva recensioner och sålde 1 miljon exemplar på 2 veckor. Studion samarbetade med EA igen för deras nästa titel, It Takes Two, ett co-op-plattformsspel som släpptes i mars 2021. Spelet vann tre priser under The Game Awards, bästa familjespel, bästa flerspelarspel och årets spel.
I januari 2022 gick Hazelight ut med att deras spel It Takes Two kommer bli filmatiserad, tillsammans med dj2 Entertainment. Det blev sedan klart i april samma år att Amazon Studios skulle fortsätta med projektet som ska skrivas av Pat Casey och Josh Miller med Dwayne Johnson, Dany Garcia och Hiram Garcia som producenter under Seven Bucks Productions.

## Ludografi
| År   | Titel         | Plattform | Plattform | Plattform | Plattform | Plattform | Plattform | Plattform       | Plattform | Förläggare      |
| År   | Titel         | Win       | Mac       | Lin       | PS4       | PS5       | Xbox One  | Xbox Series X/S | Switch    | Förläggare      |
| ---- | ------------- | --------- | --------- | --------- | --------- | --------- | --------- | --------------- | --------- | --------------- |
| 2018 | A Way Out     | Ja        | Nej       | Nej       | Ja        | Nej       | Ja        | Nej             | Nej       | Electronic Arts |
| 2021 | It Takes Two  | Ja        | Nej       | Nej       | Ja        | Ja        | Ja        | Ja              | Ja        | Electronic Arts |
| 2025 | Split Fiction | Ja        | Nej       | Nej       | Nej       | Ja        | Nej       | Ja              | Nej       | Electronic Arts |